# Лапово
Лапово (на сръбски: Лапово) е град в Централна Сърбия, Шумадийски окръг, административен център на едноименната община Лапово.
Населението на града наброява 7143 жители според преброяването в Сърбия през 2011 година.
Лапово е разположено край река Велика Морава. Близо до града минава Автомагистрала А1, свързваща Белград и Ниш.